# Družbeni nauk Cerkve
Družbeni nauk Cerkve je področje vedenja, ki ga je razvila Katoliška cerkev glede človekovega dostojanstva in skupnega dobrega v družbi. Zadeva teme, kot so socialna pravičnost, vloga države, družbeno organiziranje, blaginja in varstvo okolja.
Na splošno velja, da so bili temelji tega področja določeni z okrožnico Rerum Novarum papeža Leona XIII. leta 1891, ki je zagovarjala prerazporejanje bogastva (distributizem), obsodila pa tako kapitalizem kot socializem. Korenine cerkvene socialne pa so sicer v spisih katoliških mislecev, kot so Tomaž Akvinski, Svetega Avguština in končno v vsebini Svetega pisma.
Krščansko socialno gibanje je na Slovenskem začel dr. Janez Evangelist Krek. Kasnejši izraz katoliške socialne misli je stranka Krščanski socialisti Slovenije. 

## Zgodovina
Načela družbenega nauka Cerkve imajo korenine v Novi zavezi, v naukih cerkvenih očetov in seveda v Stari zavezi in hebrejskih spisih na splošno. Cerkev se je na zgodovinske razmere v srednjem in zgodnjem novem veku odzvala s filozofskimi in teološkimi nauki o družbeni pravičnosti, ki so upoštevali naravo človeka, družbe, gospodarstva in politike.
V dobi množične politike in industrializacije je moral katoliški družbeni nauk pojasniti tako imenovano »družbeno vprašanje«, ki pa je zajemalo kompleksne konflikte, nastale z modernizacijo, kot so gospodarsko nazadovanje in družbeno-politični prevrati. Od začetka 19. stoletja so se številni katoliški misleci odzivali na revolucionarno valovanje, ki sta ga sprožili francoska revolucija in Napoleonova doba. Vatikan se je odzval v obliki nove filozofske sinteze, na katero so vplivali predvsem spisi svetega Tomaža Akvinskega, v kombinaciji z novimi političnimi znanostmi in gospodarstvom, a je trajalo še nekaj desetletij, preden se je ta sinteza v katoliškem družbenem nauku uveljavila. Papež Leon XIII. je nato proti koncu 19. stoletja v vrsti okrožnic v obdobju 20 let formaliziral sodobni pristop h katoliškemu družbenemu nauku, ki združuje evangeljski nauk o dolžnosti medsebojne ljubezni z naravnim moralnim zakonom in družboslovnimi argumenti o zahtevah človeškega razcveta. Ta temeljna načela so dosledno ponavljali tudi naslednji papeži vse do danes.

### Rerum novarum
Z objavo okrožnice Rerum novarum (»Nove stvari«) Leona XIII. leta 1891 se je v Katoliški cerkvi začel razvoj prepoznavnega družbenega nauka. Predvsem obravnava pravice in odgovornosti kapitala ter delavstva, pri čemer spodbuja organiziranje v obliki sindikatov za dosego dostojnih plač in delovnih razmerij. Oseba, sistemi in strukture so z okrožnico postale tri koordinate sodobnega spodbujanja pravičnosti in miru, kar je sedaj sestavni del cerkvenega poslanstva. V letih so objavi okrožnice so bile predstavljene nove pobude o družbenih vprašanjih, v različnih delih sveta so se razvile različne oblike katoliškega delovanja, v šolah in semeniščih pa so začeli poučevati družbeno etiko. Ob 40. obletnici Rerum novarum je papež Pij XI. izdal okrožnico Quadragesimo anno (»Ob štiridesetletnici«), v kateri je nekatere teme razširil.

### Papež Janez XXIII.
Nadaljnji razvoj je sledil v obdobju po drugi svetovni vojni, ko se je pozornost usmerila na probleme družbenega in gospodarskega razvoja ter mednarodne odnose. 1961 je papež Janez XXIII. izdal okrožnico Mater et magistra (»Mati in učiteljica«) s podnaslovom Krščanstvo in družbeni napredek. Ta okrožnica je razširila družbeni nauk Cerkve na odnose med razvitimi in revnimi narodi. Določila je obveznosti bogatih držav, da pomagajo manj razvitim državam in pri tem spoštujejo njihove posebne kulture. Obravnava tudi nevarnosti, ki jih za svetovni mir predstavljajo svetovna gospodarska neravnovesja.
Tematiko je papež razširil v Pacem in terris (»Mir na zemlji«), prvi okrožnici, namenjeni tako katoličanom kot nekatoličanom. V njej je vzpostavitev svetovnega miru povezal s postavitvijo temeljev, ki jih sestavljajo ustrezne pravice in odgovornosti med posamezniki, družbenimi skupinami in državami na lokalni ter mednarodni ravni. Katoličane je spodbudil, da bi družbeni nauk razumeli in ga živeli. Dokument, izdan na vrhuncu hladne vojne, je vseboval tudi obsodbo tekme v jedrskem oboroževanju in poziv h krepitvi Organizacije združenih narodov.

### Drugi vatikanski koncil
Eden pomembnejših dokumentov drugega vatikanskega koncila glede družbenega nauka Cerkve je pastoralna konstitucija Gaudium et spes (»Veselje in upanje«), ki velja za enega glavnih dosežkov koncila. Dokument v svojem jedru potrjuje temeljno dostojanstvo vsakega človeškega bitja in izraža solidarnost Cerkve tako s tistimi, ki trpijo, kot tudi s tistimi, ki želijo trpeče tolažiti.
Drugi koncilski dokumenti, kot je Dignitatis humanae (»O človeškem dostojanstvu«), ki ga je večinoma pripravil ameriški jezuit John Courtney Murray, ima pomembno vlogo v družbenem nauku Cerkve glede verske svobode.

### Papež Pavel VI.
Kot njegov predhodnik je tudi papež Pavel VI. leta 1967 v okrožnici Populorum progressio (»O delu za razvoj narodov«) opozoril na razlike v bogastvu in razvoju med industrializiranim zahodom in tretjim svetom. Trdi, da zgolj prosta mednarodna trgovina ne zadostuje za odpravo teh razlik, in podpira vlogo mednarodnih organizacij pri reševanju tega problema. Papež je bogate narode pozval, naj izpolnijo svojo moralno obveznost do revnih narodov, in opozoril na povezavo med razvojem in mirom. Namen Cerkve ni, da bi se postavila na eno ali drugo stran, temveč da bi bila zagovornica osnovnega človeškega dostojanstva.
Cerkev, izkušena v človeških zadevah, si prizadeva za en sam cilj, ki je nadaljevati delo Kristusa pod vodstvom Svetega Duha. Ker pa Cerkev živi v zgodovini, natančno preučuje znamenja časa in jih razlaga v luči evangelija. Po besedah papeža obenem deli najplemenitejše težnje moških in žensk ter trpi, ko vidi, da niso zadovoljni. Želi jim pomagati, da dosežejo svoj polni razmah, zato vsem ljudem ponuja to, kar more: celostni pogled na človeka in človeški rod.
Papeževo apostolsko pismo Octogesima adveniens (»Ob osemdesetletnici«) iz maja 1971 je obravnavalo izziv urbanizacije in revščine v mestih ter poudarilo osebno odgovornost kristjanov, da se odzovejo na nepravičnost. Za deseto obletnico drugega vatikanskega koncila (26. oktobra 1975) je Pavel izdal spodubdo Evangelii nuntiandi (»O evangelizaciji današnjega sveta«). V njej je zapisal, da je boj proti nepravičnosti bistveni del evangelizacije sodobnih ljudi.

### Papež Janez Pavel II.
Janez Pavel II. je nadaljeval delo svojih predhodnikov pri oblikovanju katoliškega družbenega nauka. Posebnega pomena sta bili njegovi okrožnici Laborem exercens (»O človeškem delu) iz leta 1981 in Centesimus annus (»Ob stoletnici«) iz leta 1991.
Prva uvršča zasebno lastnino v odnos do skupne uporabe dobrin celotnega stvarstva, do katerih so kot božji otroci upravičeni vsi ljudje. Pravica do zasebne lastnine je tako podrejena pravici do skupne uporabe oz. dejstvu, da so dobrine namenjene vsem. Mnogi od teh konceptov so ponovno poudarjeni v dokumentu Centesimus annus, izdanem ob 100. obletnici Rerum novarum, ki zajema kritiko tako socializma kot neomejenega kapitalizma.
Štiri leta kasneje v Evangelium vitae (»Evangelij življenja«) piše, kako imamo po eni strani vse večjo moralno občutljivost, ki nas opozarja na vrednost vsakega posameznika kot človeškega bitja ne glede na raso, narodnost, vero, politično prepričanje ali družbeni razred. Po drugi strani pa vsakdanja praksa kaže na ravno nasprotno. Papež se sprašuje, kako je mogoče te slovesne trditve uskladiti z vsesplošnimi napadi na človeško življenje in zavračanjem sprejemanja šibkih, pomoči potrebnih, ostarelih ali ravnokar spočetih ljudi. Ti napadi so neposredno v nasprotju s spoštovanjem življenja; ogrožajo sam pomen demokratičnega sobivanja, naša mesta pa tvegajo, da bodo namesto skupnosti ljudi, ki živijo skupaj, postala družba zavrženih, marginaliziranih, izkoreninjenih in zatiranih.
Cerkev sicer ne podpira nobene posebne politične agende, vendar meni, da ta nauk velja tudi na javnem (političnem) področju, ne le na zasebnem.
Drug pomemben mejnik v času papeževanja Janeza Pavla II. se je zgodil leta 2005 z objavo Kompendija družbenega nauka Cerkve, dela, ki je bilo zaupano Papeškemu svetu za pravičnost in mir.

### Papež Benedikt XVI.
Benedikt XVI. je leta 2009 z okrožnico Caritas in veritate (»Ljubezen v resnici«) v tradicijo družbenega nauka vnesel številne dodatne vidike, med drugim zlasti odnos med pojmoma ljubezen in resnica. Predstavil je idejo o potrebi po močni »svetovni politični oblasti«, ki bi se ukvarjala z najbolj perečimi izzivi in problemi človeštva. Koncept je bil nadalje razvit v noti, ki jo je leta 2011 izdal Papeški svet za pravičnost in mir z naslovom K reformi mednarodnega finančnega in monetarnega sistema v okviru svetovne politične oblasti.
V okrožnici je Benedikt XVI. povzdignil socialno okrožnico Pavla VI. Populorum progressio in jo postavil za novo referenčno točko katoliške družbene misli v 21. stoletju. Thomas D. Williams je zapisal, da naj bi bil razlog za to pomemben konceptualni premik v katoliškem družbenem razmišljanju, saj se je papež od delavskega vprašanja (s spremljajočimi vprašanji pravičnih plač, zasebne lastnine, delovnega okolja in delavskih združenj) premaknil k širšemu in bogatejšemu družbenemu merilu celostnega človeškega razvoja.

### Papež Frančišek
V apostolski spodbudi Evangelii gaudium (»Veselje evangelija«) je dejal:
Nujno potrebno je, oblastniki in denarna moč povzdignejo pogled in razširijo svoje perspektive. Potem bodo skrbeli za to, da bodo vsi državljani imeli častno delo ter dostop do izobraževanja in zdravstva.
Ob opozarjanju na nevarnost malikovanja denarja je izrecno potrdil pravico držav, da posegajo v gospodarstvo, da bi spodbujale skupno dobro. Zapisal je:
Medtem ko prihodki maloštevilnih posameznikov strmo naraščajo, so prihodki večine še vedno zelo oddaljeni od blaginje tistih redkih srečnežev. To neravnotežje izvira iz ideologij, ki zagovarjajo popolno avtonomijo trga in denarno preračunljivost. Zato izpodbijajo nadzorno pravico držav, ki so pooblaščene, da bdijo nad varstvom skupne blaginje. Nastaja nova, nevidna, virtualna tiranija, ki enostransko in neizprosno vsiljuje svoje zakone in svoja pravila.
V svoji drugi okrožnici, Laudato si (»Hvaljen, moj Gospod«), je papež podal ostro kritiko potrošništva in neodgovornega razvoja ter pozval k hitremu in enotnemu globalnemu ukrepanju v boju proti degradaciji okolja in podnebnim spremembam. Kljub temu, da je v krščanskem pogledu na svet na prvo mesto postavljen človek, je Bog tisti, ki je izvor, lastnik in cilj stvarjenja. Zato moralna dolžnost varovati okolja ne izvira le iz spoštovanja današnje in prihodnjih generacij, temveč iz odgovornosti do zemlje, ki je dar od Boga. Vloga človeka pri tem je vloga skrbnika, ki naj bi spoštoval naravne zakone in občutljiva ravnovesja med bitji tega sveta. Ljudi poziva k »ekološkemu spreobrnjenju«, saj je srce »eno samo, in ista beda, ki vodi k temu, da grdo ravnamo z živaljo, se takoj pokaže tudi v razmerju do drugih ljudi«.

## Načela
Uradno sprejetega seznama načel ali dokumentov ni. Komentatorji, uredniki ali izvajalci izobraževalnih dejavnosti jih zato izluščijo različno.

### Človekovo dostojanstvo
Eno od temeljnih načel družbenega nauka Cerkve je človekovo dostojanstvo. »Ker je posamezen človek ustvarjen po božji podobi, ima dostojanstvo osebe: ni samo nekaj, marveč nekdo. Sposoben je spoznati samega sebe, se imeti v posesti in se svobodno darovati ter vstopiti v občestvo z drugimi osebami; in poklican je po milosti k zavezi s svojim Stvarnikom, in more mu dati odgovor vere in ljubezni, katerega nihče drug ne more dati namesto njega (KKC 357).«

### Subsidiarnost
Načelo subsidiarnosti izvira iz misli mainiškega škofa Wilhelma Emmanuela von Kettelerja iz druge polovice 19. stoletja, a širše znano je postalo potem, ko ga je papež Pij XI. vključil v okrožnico Quadragesimo anno. Družbeno načelo je v dokumentu opisano sledeče:
Kakor ni dopustno jemati posameznikom in izročati občini, kar zmorejo posamezniki s svojo močjo in svojo skrbnostjo, tako je nepravično ter povzroča veliko škodo in moti pravi red, če se to, kar zmorejo manjše in nižje organizacije, izroča večji in višji družbi; zakaj država mora po svoji moči in naravi udom socialnega organizma s svojo dejavnostjo dajati oporo, nikdar pa jih sme ne uničiti nisti si jih prisvojiti.
Kot ostale družbene okrožnice sodobnejšega časa se tudi ta pojavi v vse bolj napetih okoliščinah boja med komunistično in kapitalistično ideologijo. Objavljena je bila štirideset let potem, ko se je Vatikan prvič opredelil do teme v Rerum novarum – od tu tudi ime »Ob štiridesetletnici« –, kot odziv na nemški nacionalsocializem in sovjetski komunizem na eni strani ter zahodnoevropski in ameriški kapitalistični individualizem na drugi. Glavni del o subsidiarnosti je spisal nemški jezuit in ekonomist Oswald von Nell-Breuning.
Subsidiarnost ubira srednjo pot med individualizmom in kolektivizmom tako, da nalaga odgovornosti in privilegije družbenega življenja najmanjšim možnim organizacijskim enotam. Širše družbene enote, npr. občina ali država, smejo oz. morajo posredovati le, ko manjše enote določenih pristojnosti niso zmožne izvršiti same. A tudi v teh primerih mora biti posredovanje začasno in z namenom, da bi se manjši družbeni organi opolnomočili za uspešno in samostojno opravljanje svojih nalog.

### Solidarnost in skupno dobro
Solidarnost papež Janez Pavel II. razume kot odločno in vztrajno predanost za skupno dobro, ne le kot medlo sočutje in plehko vznemirjenost nad stisko drugih. Solidarnost, ki izvira iz vere, je za krščanski pogled na družbeno in politično oblikovanje temeljnega pomena. Vsaka oseba je povezana in odvisna od vsega človeštva.

### Ljubezen ali karitas
V okrožnici Caritas in veritate je papež Benedikt XVI. zapisal: »Ljubezen je glavna pot družbenega nauka Cerkve.« Vsaka nadaljnja odgovornost ali zaveza izhaja iz ljubezni, ki je obenem sinteza vse postave (prim. Mt 22, 36-40). Osebnemu odnosu z Bogom in bližnjimi daje pravo podlago; je načelo ne le bežnih odnosov, ampak tudi odnosov s prijatelji, družinskimi člani ali v majhnih skupinah.
Cerkev povezuje ljubezni in resnici, da bi se izognili nazadovanju v sentimentalnost, v kateri ljubezen postane prazna. V kulturi brez resnice namreč obstaja resna nevarnost, da izgubimo tudi ljubezen, saj postane žrtev pogojenih subjektivnih čustev in mnenj, beseda ljubezen pa je zlorabljena in izkrivljena do te mere, da začne pomeniti ravno nasprotno. Resnica po eni strani osvobaja ljubezen iz primeža pretirane čustvenosti, ki ji odvzema vzajemno in družbeno vsebino, po drugi pa fideizma, ki ji odvzema človeški in univerzalni dih. Z drugimi besedami: »Ljubezen blesti in jo lahko pristno živimo samo v resnici.«

### Distributizem in družbena pravičnost
Distributizem je ekonomska in družbena teorija, ki sta jo razvila katoliška misleca G. K. Chesterton in Hilaire Belloc. Izhaja iz tega, da bi morale družbene in ekonomske strukture vzdrževati socialno pravičnost in da se ta najlaže dosega s široko razpršenim lastništvom. Ali kot je navedeno v Rerum novarum:
Videli smo, da ni mogoče uspešno rešiti zadeve, o kateri razpravljamo, če ne sprejmemo in določimo temeljne postavke, da mora biti pravica do zasebne lastnine neodtujljiva.
To načelo je nato uporabljano kot osnova za kreditne zadruge, določitev stopnje progresivne obdavčitve in konkurenčnega prava. Rerum novarum, Quadragesimo anno in Centesimus annus so nekateri relevantni dokumenti, ki zagovarjajo pravično porazdelitev dohodkov in bogastva. V nedavni Caritas in veritate pa je papež Benedikt XVI. načelo poudaril do te mere, da ga je v okrožnici omenil nič manj kot osemkrat, vedno v pozitivni luči.

## Glavne teme
Kot z načeli zgoraj tudi pri temah ni uradnega seznama. Škofovska konferenca ZDA (USCCB) prepoznava naslednjih sedem:

### Svetost življenja in človekovo dostojanstvo
Temeljno načelo celotnega družbenega nauka Cerkve je svetost človekovega življenja, po katerem imamo prirojeno dostojanstvo od trenutka spočetja do naravne smrti. Katoličani verjamejo, da mora biti človekovo življenje vrednoteno nad vsakršno materialno lastnino. O nedotakljivosti in dostojanstvu človekovega življenja je obsežno pisal in govoril papež Janez Pavel II., posebej v prelomni okrožnici Evangelium vitae. V njej zapiše:
Človek je poklican k polnosti življenja, ki sega preko razsežnosti njegovega zemeljskega bivanja, saj obstaja v pripravi na samo božje življenje.
Vsakršni namerni prekinitvi nedolžnega življenja zato katoličani nasprotujejo, enako tudi smrtni kazni, aktivni evtanaziji, genocidu, mučenju in neposrednemu ciljanju na civiliste v vojni. Nedotakljivost človeškega življenja in s tem spoštovanje do vseh ljudi izvira iz misli, da je človek ustvarjen po božji podobi (KKC 358, 2353, 2370, 2277).
Zatekanja k smrtni kazni ob upoštevanju, da sta krivda in identiteta kaznjenca nedvomno ugotovljena, Cerkev sicer v preteklosti ni izključevala, saj je bil to edini izvedljivi način za obrambo človeških življenj. Spremembo v odnosu je povzročilo dejstvo, da se more oblast v sodobnem svetu opreti na nekrvava sredstva, saj je teh dovolj. Papež Janez Pavel II. dodaja, da »ta sredstva bolje ustrezajo konkretnim pogojem skupne blaginje, so bolj prikladna dostojanstvu osebe in krivcu dokončno ne odvzamejo možnosti, da se poboljša.« Še ostreje je proti smrtni kazni nastopil papež Frančišek s spremembo 2267. člena Katekizma katoliške Cerkve, ki po posodobitvi pravi, da je smrtna kazen »nedopustna, ker je napad na nedotakljivost in dostojanstvo človeka.«
Prirojeno dostojanstvo človeka obenem zahteva izpolnitev osnovnih človekovih potreb, kot so hrana, zdravstvena oskrba in zatočišče. Severnoameriški škofje to zahtevo vidijo kot osnovo za podporo programom socialnega varstva in državnim ekonomskim ukrepom, ki spodbujajo enakomerno razporeditev dohodkov in lajšajo dostop do dobrin in storitev.

### Poklicanost k družini, skupnosti in sodelovanju za skupno dobro
Katoliška cerkev uči, da človek ni le božje, ampak tudi družbeno bitje in da je družina prva in najosnovnejša enota družbe. Zagovarja komplementarni pogled na zakon, družinsko življenje in duhovno vodstvo. Polni človekov razvoj poteka v odnosu z drugimi. Družina, ki temelji na zakonski zvezi, je zatočišče za ustvarjanje in vzgojo otrok. Družine skupaj tvorijo skupnosti, skupnosti državo, vsi skupaj pa v svetu tvorimo del človeške. Zato je izjemno pomembno, kako se te skupnosti politično, gospodarsko in družbeno organizirajo. Vsako institucijo je treba presojati po tem, koliko krepi ali škoduje življenju in dostojanstvu človeških oseb.
Družbeni nauk Cerkve nasprotuje kolektivističnim pristopom, kot je komunizem, hkrati pa zavrača tudi neomejeno laissez-faire politiko in prepričanje, da prosti trg samodejno ustvarja socialno pravičnost. Država ima pozitivno moralno vlogo, saj nobena družba ne bo dosegla pravične in enakopravne porazdelitve virov s popolnoma prostim trgom. Vsi ljudje imajo pravico sodelovati v gospodarskem, političnem in kulturnem življenju družbe, v skladu z načelom subsidiarnosti pa je treba državne funkcije izvajati na najnižji ravni, ki je praktična. Poseben prispevek katoliškega družbenega nauka je močno spoštovanje vloge posredniških organizacij, kot so delavski sindikati, organizacije skupnosti, bratske skupine in župnijske cerkve.

### Pravice in odgovornosti; socialna pravičnost
Vsak človek ima temeljno pravico do življenja in nujnih življenjskih potreb. Pravico do javnega in zasebnega uveljavljanja verske svobode posameznikov in ustanov skupaj s svobodo vesti je treba nenehno braniti, saj pravica do svobodnega izražanja verskih prepričanj varuje vse druge pravice.
Cerkev podpira zasebno lastnino in uči, da ima vsak človek po naravi pravico do svoje lastnine. Vendar ta pravica ni absolutna. Omejena je s konceptoma splošnega namena zemeljskih dobrin in socialne hipoteke (gl. social mortgage). Teoretično je moralno in pravično, da se posameznikova lastnina uniči, če jo uporablja v zle namene ali da jo država prerazporedi, če je bila krivično pridobljena.
Tem pravicam ustrezajo dolžnosti in odgovornosti – drug do drugega, do naših družin in do širše družbe. Pravice je treba razumeti in uresničevati v moralnem okviru, ki temelji na dostojanstvu človeške osebe in družbeni pravičnosti. Tisti, ki imajo več, imajo večjo odgovornost prispevati k skupnemu dobremu kot tisti, ki imajo manj.
Svoje življenje živimo po podzavestni filozofiji svobode in dela. V okrožnici Laborem exercens iz 1981 papeža Janeza Pavla II. je delo opisano kot bistveni ključ do celotnega družbenega vprašanja. Na samem začetku je vidik človekove poklicanosti. Delo vključuje vse oblike delovanja, s katerimi človek preoblikuje in ustvarja svet ali ga preprosto vzdržuje. Z delom se samoizpopolnjujemo. Da bi to dosegli, moramo torej sodelovati in delati povezano, da bi ustvarili nekaj dobrega za vse nas, skupno dobro. Pravičnost imenujemo stanje družbene harmonije, v katerem dejanja vsakega posameznika najbolje služijo skupnemu dobremu.
Svoboda v skladu z naravnim zakonom je krepitev dobrega. Ker smo svobodni, imamo odgovornosti. Pri medčloveških odnosih imamo odgovornosti drug do drugega. To je osnova človekovih pravic.

### Prednostna izbira za revne in ranljive
Jezus je učil, da nas bo na sodni dan Bog vprašal, kaj je vsak od nas storil za pomoč ubogim in potrebnim (prim. Mt 25, 40).
To se odraža tudi v kanonskem pravu, ki pravi, da so krščanski verniki dolžni spodbujati socialno pravičnost in ob upoštevanju Gospodove zapovedi pomagati ubogim iz lastnih sredstev.
Z besedami, molitvami in dejanji moramo do revnih pokazati solidarnost in sočutje. Pri oblikovanju javne politike moramo vedno imeti v mislih »prednostno izbiro za revne«. Moralni preizkus vsake družbe je, kako ravna s svojimi najranljivejšimi člani. Revni imajo najnujnejšo moralno zahtevo do vesti naroda. Poklicani smo, da na javnopolitične odločitve gledamo z vidika, kako vplivajo na revne.
Papež Benedikt XVI. je zapisal, da »izkazovati ljubezen vdovam in ubogim, ujetnikom, bolnim in trpečim vsake vrste spada prav tako k bistvu Cerkve kakor obhajanje zakramentov in oznanjevanje evangelija«.
Ta prednostna izbira za uboge in ranljive vključuje vse, ki so v našem narodu in zunaj njega. Še več, vključuje tudi nerojene otroke, invalidne osebe, ostarele in neozdravljivo bolne ter žrtve krivic in zatiranja.

### Dostojanstvo dela
Družba si mora prizadevati za gospodarsko pravičnost, gospodarstvo pa mora služiti ljudem in ne obratno. Delodajalci ne smejo gledati na svoje delavce kot na svoje hlapce, ampak v vsakem človeku spoštovati njegovo dostojanstvo osebe, ki jo plemeniti krščanski značaj. Delodajalci prispevajo k skupnemu dobremu s storitvami ali izdelki, ki jih zagotavljajo, in z ustvarjanjem delovnih mest, ki podpirajo dostojanstvo in pravice delavcev.
Delavci imajo pravico do dela, zaslužka za preživetje in do ustanavljanja sindikatov za zaščito svojih interesov. Vsi delavci imajo pravico do produktivnega dela, dostojnega in pravičnega plačila ter varnih delovnih pogojev. Delavci imajo tudi dolžnosti – zagotoviti pošteno delo za pošteno plačilo, spoštljivo ravnati z delodajalci in sodelavci ter opravljati svoje delo na način, ki prispeva k skupnemu dobremu. Delavci morajo v celoti in zvesto opravljati delo, za katerega so se dogovorili.

### Solidarnost in splošen namen zemeljskih dobrin
Papež Janez Pavel II. je v okrožnici Sollicitudo rei socialis iz leta 1987 zapisal:
V luči vere skuša solidarnost preseči samo sebe in prevzeti specifično krščanske razsežnosti popolne zastonjskosti, odpuščanja in sprave. Tako bližnji ni samo človeško bitje s svojimi pravicami in svojo temeljno enakostjo z vsemi, temveč postane živa podoba Boga Očeta, odrešena s Kristusovo krvjo, in predmet stalnega delovanja Svetega Duha.
Vsa ljudstva sveta pripadajo eni človeški družini. Biti moramo varuhi svojega brata, čeprav nas ločujejo razdalja, jezik ali kultura. Jezus uči, da moramo vsak ljubiti svojega bližnjega kakor sebe, v priliki o dobrem Samarijanu pa vidimo, da se mora naše sočutje razširiti na vse ljudi (prim. Lk 10, 25-37). Solidarnost vključuje svetopisemski poziv, naj tujce sprejmemo – tudi priseljence, ki iščejo delo, varen dom, izobraževanje za svoje otroke ali dostojno življenje za svoje družine.
Svet in njegove dobrine so bili ustvarjeni za uporabo in korist vseh. Zato vse strukture, ki ovirajo uresničevanje tega temeljnega cilja, niso prave. Ta koncept se povezuje s konceptom socialne pravičnosti in omejitvami zasebne lastnine.

### Skrb za božje stvarstvo
Vizija Cerkve vključuje pravilne odnose med vsemi člani božjega stvarstva. Edini ustrezen odnos do nje je skrbništvo. Dobrine sveta so človeštvu na voljo za uporabo le v okviru socialne hipoteke, ki s seboj prinaša odgovornost za varovanje okolja. Dobrine zemlje so božji darovi in Bog jih je namenil v korist vseh. Človek je dobil oblast nad vsem stvarstvom kot vzdrževalec ali skrbnik, ne kot izkoriščevalec, zato mu je zapovedano, da mora biti dober gospodar darov, ki mu jih je dal Bog. Naravnih virov ne smemo uporabljati in zlorabljati z uničujočo potrošniško miselnostjo. V želji po konkretnem ukrepanju na tem področju je bila vzpostavljena platforma Laudato si, preko katere lahko družine, ustanove in skupnosti »dosegajo resničen napredek v smeri trajnosti v celostnem duhu« istoimenske okrožnice papeža Frančiška.

## Družbeni nauk Cerkve v praksi

### Sveti sedež
Več organov Svetega sedeža se ukvarja s socialnimi vprašanji. Papeški svet za pravičnost in mir ima nalogo spodbujati pravičnost in mir v svetu v luči evangelija in družbenega nauka Cerkve. Prizadeva si za razjasnitev, razširitev in razvoj novih naukov na področju miru, pravičnosti in človekovih pravic. Svet sodeluje tudi z lokalnimi in mednarodnimi katoliškimi organizacijami, ki delujejo na teh področjih, prek Državnega tajništva pa sodeluje tudi z organi socialnega varstva Združenih narodov.

### Evropa in Amerika
Družbeni nauk Cerkve pomembno vpliva na krščansko demokracijo, politično gibanje v številnih evropskih in latinskoameriških državah. Načelo subsidiarnosti, na primer, ki izvira iz okrožnice Rerum novarum, je bilo v pravo Evropske unije vključeno z Maastrichtsko pogodbo. Sedanja formulacija je vsebovana v 5. členu Pogodbe o ustanovitvi Evropske skupnosti.
Mednarodno gibanje katoliških strokovnjakov in intelektualcev Pax Romana je še ena organizacija, ki trdno temelji na načelih katoliškega družbenega nauka. Deluje na vseh celinah, zlasti v Evropi, Ameriki in Afriki.
Leta 1933 sta Dorothy Day in Peter Maurin ustanovila katoliško delavsko gibanje, kateremu še danes pripada več kot 180 skupnosti. Zavzema se za distributizem, nenasilje, prostovoljno revščino, molitev in gostoljubje za marginalizirane in najrevnejše v družbi.